# Infern - Cant Tretzè
El cant tretzè de l'Infern de Dante Alighieri es desenvolupa en el segon anell del setè cercle, on són castigats els violents contra si mateixos. Es tracta d'un bosc ple de matolls i arbres plens d'espines i de fullam negre i en el qual habiten les Harpies. En aquest bosc trobem les ànimes dels suïcides transformats en aquests arbres i arbustos que quan es trenquen sagnen i parlen. Els poetes parlen amb dues ànimes de suïcides i veuen córrer les ànimes de dos malbaratadors perseguits per unes gosses famolenques que si els agafen, els esquarteren. Estem a la matinada del 9 abril 1300 (Dissabte Sant), o d'acord amb altres comentaristes del 26 març 1300.

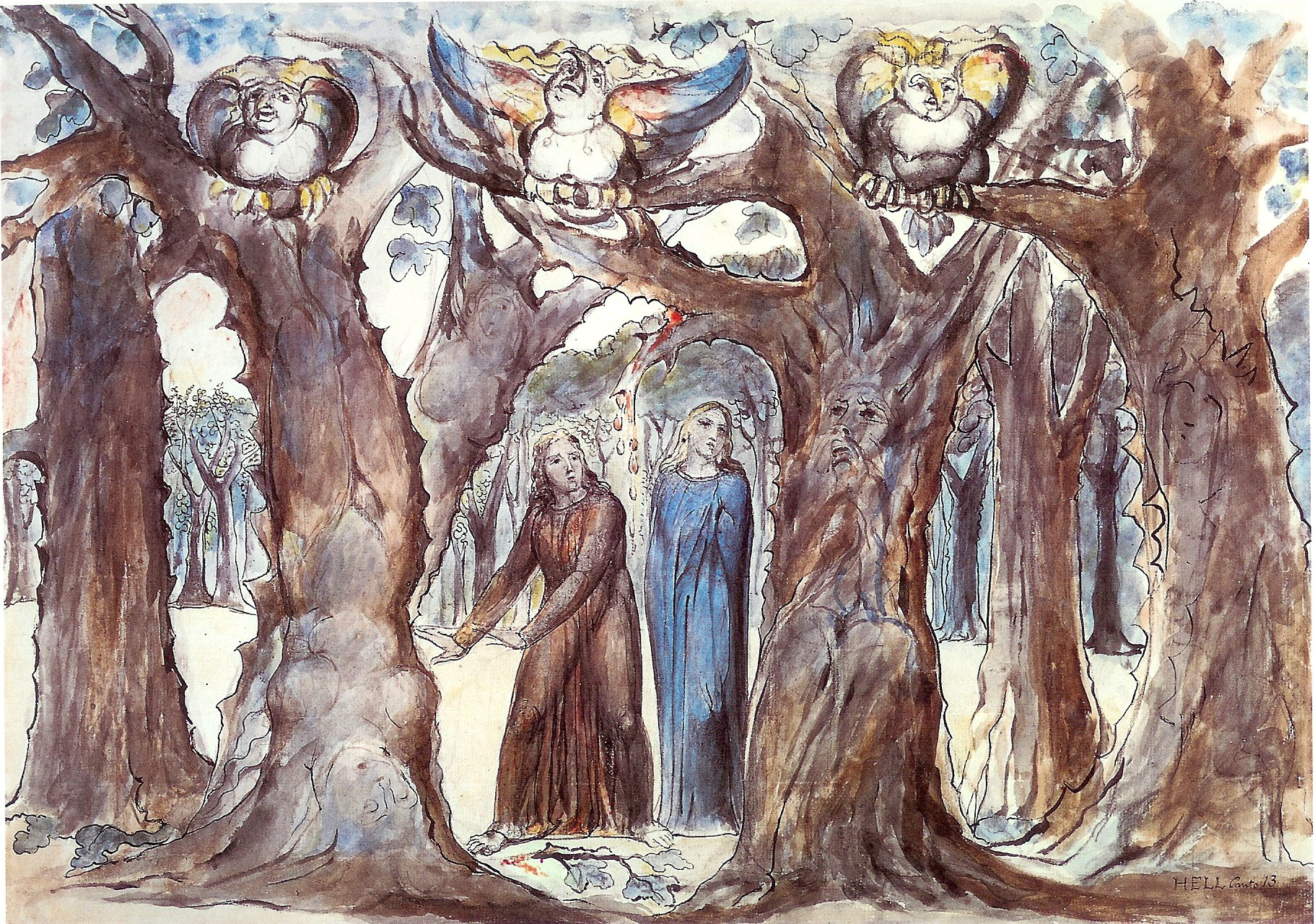
El cant XIII de l'Infern vist per William Blake

## Anàlisi del cant

### La selva dels suïcides - vv 1-30
Dante i Virgili, un cop creuat el Flegetont gràcies a l'ajut del centaure Nessos, com hem vist en el cant anterior, es troben en un bosc tenebrós (tot l'episodi té un precedent en l'Eneida de Virgili, el cant III, vv. 22 i següents). No hi ha camins (veurem que això es deu al naixement casual de les plantes i al fet d'haver d'obrir-se camí entre els matolls, és part del càstig imposat als malbaratadors). Dante evoca el lloc sinistre amb un famós tercet (vv. 4-6), marcat per la tècnica de "privatio "-o antítesi-" No ... sinó ... ", una anàfora que es repeteix en els vv. 1-4-7.
«Non fronda verde, ma di color fosco;
non rami schietti, ma nodosi e 'nvolti;
non pomi v'eran, ma stecchi con tòsco. »
(vv. 4-6)
No són plantes verdes, sinó de color fosc, no tenen branques rectes sinó nuoses i tortes, no hi ha cap fruit, només espines enverinades. Dante precisa la descripció amb un símil: els caus entre Cecina i Corneto (és a dir, la Maresma) d'aquelles bèsties que odien la terra conreada no es troben en una vegetació tan espessa i aspra. Aquí, diu el poeta, les Harpies (les "lletges" Harpies, que perseguiren amb presagis funestos i van fer fora els troians de les Strofades, citant un episodi del tercer llibre de l'Eneida) fan els seus nius: aquestes, tenen cos d'ocell amb cara humana i llencen estranys laments. La descripció de les harpies, és més aviat estàtica i no tenen cap presència directa en l'acció del cant: Dante representa que les sent i les veu, però parla com si les estigués descrivint sense mirar-les, prescindint de la percepció.

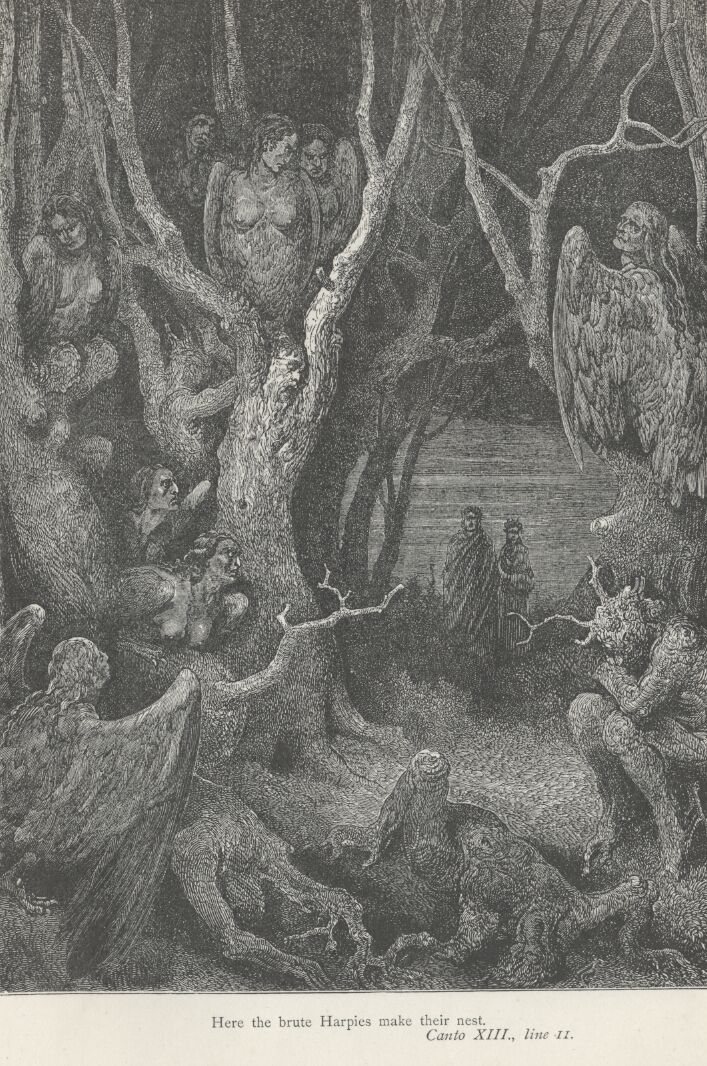
La selva dels suïcides, il·lustració de Gustave Doré

Virgili, abans d'entrar al bosc, recorda a Dante que es tracta del segon anell del setè cercle, el dels violents contra si mateixos, al qual seguirà "l'horrible sorral" dels violents contra Déu i contra la natura. A més, el guia li diu a Dante que miri bé, que veurà coses que no creuria si li fossin contades. De fet Dante nota que se senten laments per tot arreu, sense que es vegi ningú, amb la qual cosa, suposa que siguin ànimes amagades darrere el boscatge. Virgili li llegeix el pensament i l'invita a trencar una rameta d'una planta perquè la seva idea sigui refutada ("Si ara trenques / un branquilló d'una d'aquestes plantes, / et tallarà també els teus pensaments." vv. 28- 30). Inicia el vers 25 amb l'estil enrevessat i les típiques figures retòriques d'aquest cant, inspirades en l'estil oficial de les cartes dels funcionaris de l'estat com Pier della Vigna: "Cred'ïo ch'ei credette ch'io credesse" ("Jo crec que ell va creure que jo creia"). En aquestes paraules és present la figura retòrica del políptoton.
Aquest bosc és doncs monstruosament espès i el poeta s'atura a descriure els detalls més angoixants, a fi que el lector no imagini aquell lloc com un bosquet agradable. No hi ha fulles, ni fruits, ni flors, i en comptes de piular d'ocells només s'escolten els crits de les Harpies i els laments de les ànimes dels condemnats. No hem d'imaginar arbres alts i majestuosos, sinó esbarzers, arbustos retorçats, com els que hi ha a la Maresma, prou alts com perquè hi pugui penjar un cos humà (com es dirà en els vv. 106-108).
És la selva dels violents contra si mateixos, els suïcides i els malbaratadors, tal com es va anunciar en l'esquema de l'Infern en el Cant onzè. Per Dante la violència contra un mateix és més greu que la violència contra els altres, el que confirma plenament la visió teològica de Sant Tomàs d'Aquino: el manament d'"estima el teu proïsme com a tu mateix" postula en primer lloc un amor per la nostra persona com un reflex de la gràcia i la grandesa divina.
Aquesta selva recorda la imatge del locus horridus, que es caracteritza per una natura esquerpa, accidentada, sacsejada per terribles convulsions i animada per forces sobrenaturals aterridores i misterioses. En la literatura clàssica en trobem testimoni en, Virgili (Eneida, III, vv. 13-68), Ovidi, i també en Eurípides i Sèneca.

### L'arbust sagnant - vv. 31-54
Dante trenca una petita branca d'un gran arbust i és sorprès pel crit de "Per què em fereixes?", seguit per la fuita de sang marró des del punt on ha trencat la planta. De nou surten paraules de la planta:
"Per què m'esqueixes? 
És que no tens sentiments de pietat? 
Homes vam ser, i ara som matossar" 
(vv. 35-37)
és a dir "per què em trenques? Érem homes i ara som plantes, només per això, la teva mà hauria de ser més clement". Davant d'això Dante espantat deixa caure ràpidament la branqueta.
Igual que quan es crema una fusta verda, de la qual surt líquid limfàtic d'un extrem i l'altre extrem grinyola bufant vapor, així "d'aquell esqueix trencat eixien juntes / sang i paraules". (Dante utilitza el verb en singular "usciva" per referir-se als dos substantius "sang i paraules", en una figura retòrica anomenada zeugma). Es tracta doncs d'homes transformats en plantes, un descens cap a una forma de vida inferior, és el càstig principal dels condemnats en aquest anell. Ells han rebutjat la seva condició humana matant-se a si mateixos i per això (com a contrapàs) no són dignes de tenir la forma del seu cos. Aquesta situació paradoxal també es manifesta d'una manera pràctica en el cant: els dos pelegrins no tenen cap cara a la qual mirar i en dues ocasions no entenen si el condemnat ha acabat de parlar o està a punt de continuar, perquè no poden veure l'expressió de la seva cara.
La figura de l'arbre que sagna és recuperada del tercer cant de l'Eneida, on es conta l'episodi de Polidor: Enees desembarcat en la riba del mar de Tràcia, vol preparar un altar i arrenca algunes branques d'una planta, però de les branques trencades surt sang, seguida, després d'alguns intents, per les paraules de Polidor, fill menor del rei Príam, que en secret l'havia confiat a Polimèstor rei de Tràcia donant-li una gran quantitat d'or, perquè Troia estava sota setge. Ell es va convertir en planta després d'haver estat mort crivellat per les fletxes de Polimèstor a fi de poder-se apoderar de l'or que li havia donat Príam. Polidor en aquest punt aconsella a Enees de deixar tan aviat com pugui aquella terra maleïda. En el vers 48 Dante admet que utilitza com a font Virgili, o més aviat és el mateix poeta qui diu com aquella escena Dante ja l'ha vist en "els meus versos".

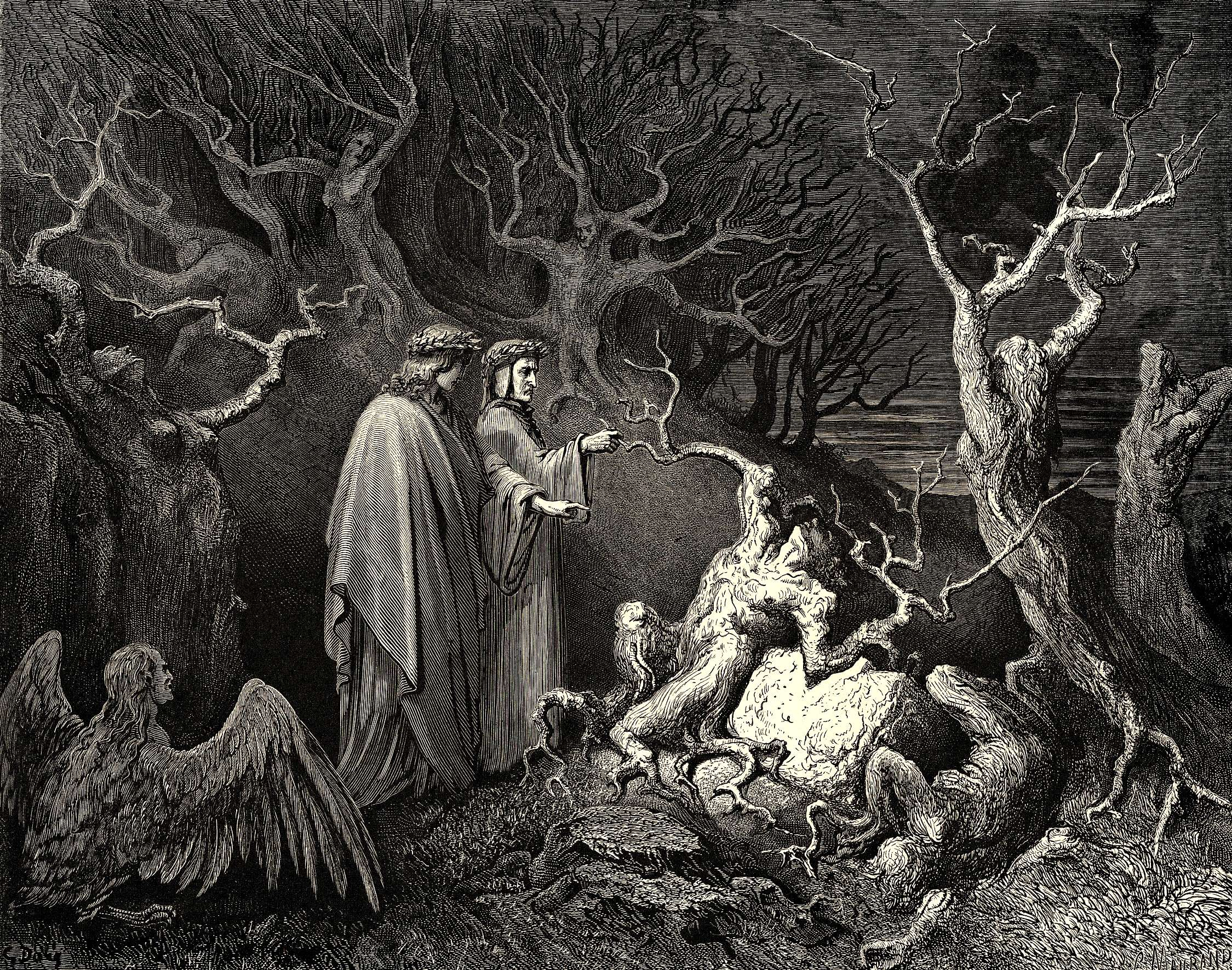
L'arbust sagnant, il·lustració de Gustave Doré

En aquest punt Virgili diu que si Dante hagués sabut el que passaria, no hagués trencat la branqueta, però que era necessari que Dante la partís per al procés pedagògic de la Comèdia, a fi que conegués el càstig d'aquests damnats i promet que malgrat tot en reparació del mal que ha fet, si ell vol dir qui és, Dante podrà recordar-lo entre els vius.

### Pier della Vigna - vv. 55-78
El tronc, seduït ("encebat", les paraules fan d'esquer), per les dolces paraules, no pot estar en silenci i espera no avorrir-los si ell s'"envesque" una mica amb el seu discurs: s'utilitzen aquí dos verbs normalment presos de la pràctica de la caça, el passatemps típic de la cort de Frederic II del Sacre Imperi Romanogermànic, com "encebar", caçar amb esquer i "envescar", agafar amb vesc.
El to de la conversa s'aixeca i es torna rebuscat i artificiós, amb rimes difícils i enredats discursos, rics en figures retòriques com repeticions, al·literacions, metàfores, símils, oxímorons...etc, intentant imitar el llenguatge del personatge noble i diplomàtic que parla.

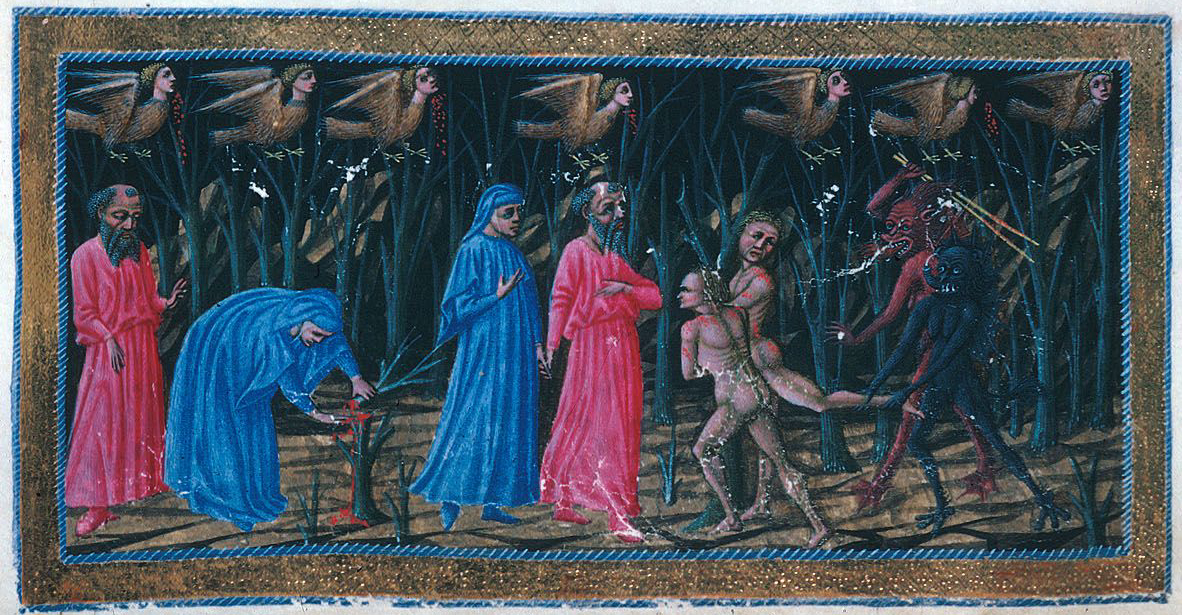
La selva dels suïcides, Priamo della Quercia (segleXV)

L'ànima finalment es presenta: ell és qui posseïa les dues claus del cor de Frederic II (la d'obrir-lo i la de tancar-lo, o la del sí i la del no, imatge present inclús en Isaïes a propòsit del rei David), i les va utilitzar obrint i tancant tan suaument que va arribar a ser l'únic confident dels secrets del sobirà; diu que va complir el seu ofici gloriós amb fidelitat, perdent primer la son i després la vida; però aquella meretriu que no manca mai en les corts imperials: "La meretriu que no va llevar mai / els ulls de puta del palau del Cèsar,". Parla de l'enveja, ella és la que va posar els seus ulls sobre d'ell i "inflamà contra mi els ànims de tots; / els inflamats van inflamar l'August" (aquí es veu la repetició "infiammò, 'nfiammati, infiammar" primera repetició o políptoton), que va canviar els honors en dol. La seva ment llavors, per indignació, pensant escapar de la ira del príncep amb la mort (disdegnoso/disdegno, una altra repetició), "em feu injust contra mi, que era just" (ingiusto/giusto, tercera repetició). Però jurant sobre les noves arrels de la seva fusta (la seva mort s'ha produït, no fa massa), proclama la seva innocència, i si algú d'ells (dels dos poetes) torna al món dels vius, el tronc els prega de rehabilitar la seva memòria, encara abatuda pel cop que li va donar l'enveja.
Al llarg d'aquest llarg circumloqui el condemnat mai ha pronunciat el seu nom, però ha deixat prou elements per a la seva identificació: es tracta de Pier della Vigna, jurista i jutge, escriptor elegant en llatí i ministre en la cort de Frederic II, que va tenir una brillant carrera a la cort imperial, almenys fins a l'apogeu màxim en el 1246, quan va ser nomenat protonotari i logoteta (canceller) del Regne de Sicília i era, de fet, l'assessor més poderós i més proper al rei.

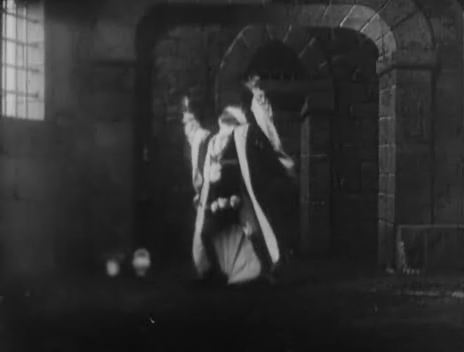
Pier del·la Vigna cec i empresonat, versió cinematogràfica de l'Infern (1911)

En 1248, després de la derrota de Vittoria, l'emperador va començar a perdre la confiança en el seu conseller i un any més tard, potser a causa d'una sospita de complot, fou arrestat a Cremona i empresonat a San Miniato al Tedesco (o a Pisa), on el van encegar amb un ferro roent; després d'això es va suïcidar sembla colpejant-se el cap contra la paret de la cel·la. El seu cas va causar un gran escàndol en el temps i moltes històries sobre les seves suposades conspiracions, sovint resultat de rumors que no eren certs. En qualsevol cas, la historiografia moderna ha trobat com a prova contra ell una sospitosa entrevista amb el Papa Innocenci IV a Lió i alguns abusos de poder rellevants.
Dante es veu afectat per una forta compassió cap al condemnat, de tal manera que no aconseguirà fer-li cap pregunta i haurà de fer-ho Virgili per ell. El poeta també corrobora la seva innocència, encara que des d'un punt de vista teològic això constitueix un factor agreujant al suïcidi, perquè matant-se va prendre la vida a un innocent.

### Explicacions de com els suïcides es transformen en plantes - vv. 79-108
Virgili, per la sol·licitud de Dante, pregunta al condemnat de quina manera les ànimes es transformen en plantes i si algun d'ells alguna vegada es desvincula d'aquesta forma. Un cop més el tronc bufa fort primer i després d'aquell "vent" tornen de nou les paraules: (paràfrasi) "Breument et respondré. Quan l'ànima ferotge del suïcida se separa del cos del qual ella mateixa s'ha separat per la força, Minos (el jutge infernal), l'envia al setè cercle ("fossa"), on cau en la selva a l'atzar, allà on la fortuna la llança ("balestra" ballesta, de nou un verb relacionat amb la caça). Allí neix una branqueta, després un arbust. Les Harpies menjant-se les seves fulles li provoquen dolor i el dolor es manifesta en laments" ("li obren dolors i, al dolor, finestres" quiasme: explicant com les branques trencades fan dolor però al mateix temps deixen sortir les paraules i els gemecs) (vv. 93-102).
Llavors Pier della Vigna explica com, després del Judici Universal, les ànimes portaran els seus cossos fins al bosc i els penjaran cada un al seu tronc, sense ajuntar-se amb ells ("vestir-se'n"), perquè no és just recuperar allò que un mateix s'ha tret ("perquè no és just tenir el que hom es lleva.", v. 105). Això és una invenció de Dante i cap teòleg parla d'aquesta condició especial dels suicides després del Judici Universal. La idea del bosc on pengen de forma macabra els cossos dels suïcides és una de les representacions més lúgubres de l'infern.
L'ànima, en l'imaginari medieval, es relacionava sovint amb símbols vegetals. La mística Hildegarda de Bingen (segle XII), en el Liber Scivias, intueix l'ànima divina com un arbre. Entre els antics pobles nòmades, la planta és un símbol tant de la vida, ja que fructifica, com de la saviesa divina (Proverbis 3, 18), de manera que les ànimes dels justos a la seva mort s'anomenaran "roures de justícia" (Isaïes 61,3) i aniran a adornar la plantació del Senyor per manifestar-ne la glòria.

### Els malbaratadors - vv. 109-129

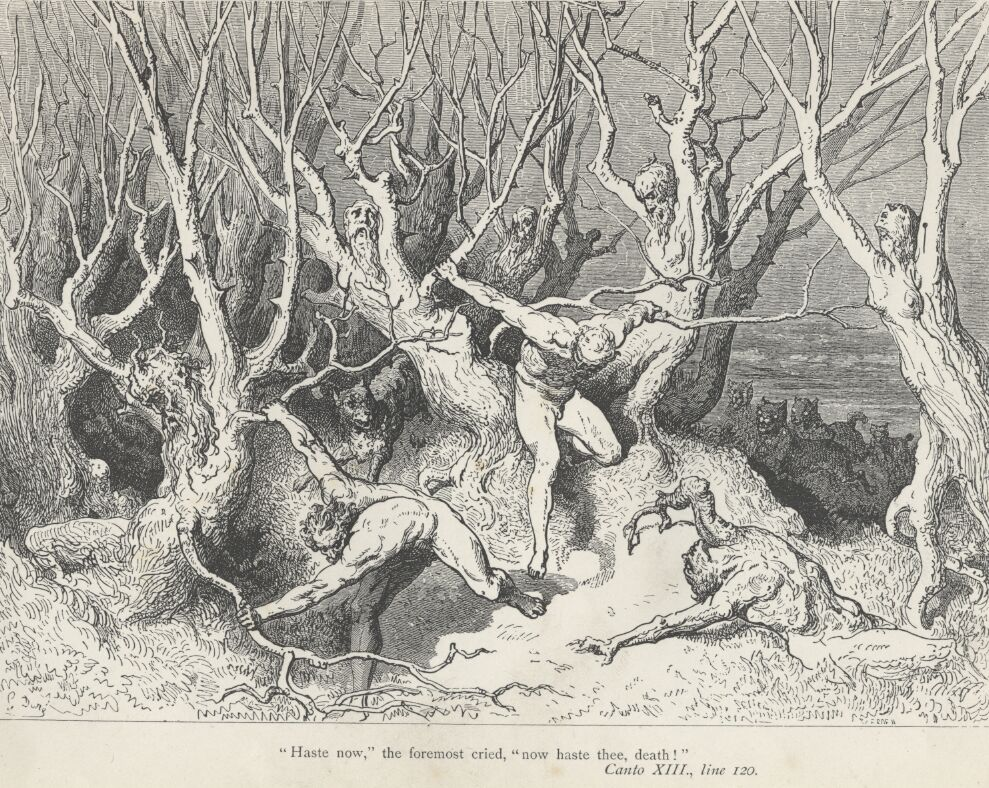
Els malgastadors, il·lustració de Gustave Doré

Els dos poetes estan esperant que el tronc pronuncií més paraules, quan l'escena canvia de sobte. Se senten sorolls de caça, com algú que sent venir cap a ell un senglar perseguit per gossos i caçadors i que sent els animals i les branques trencades. A continuació pel costat esquerre Dante veu dues ànimes nues i plenes d'esgarrapades que s'escapen pel bosc trencant branques per tot arreu (es tracta d'un exemple de caça infernal o caça salvatge). El de davant diu: "Vine, vine, mort!", entesa probablement com una segona mort que anul·laria les seves penes, mentre que el de darrere li crida, recordant a "Lano" que no va fugir tan de pressa a la Batalla del Toppo on va caure durant la lluita. Esgotada, la segona ànima s'oculta darrere d'un arbust, però arriba un grup de gosses negres, que igual que llebrers, l'atrapa, el trosseja i el fa a bocins, emportant-se els seus membres adolorits.
Els dos fugitius perseguits són, segons l'esquema del cant, dues persones que van ser violentes contra les seves propietats, els anomenats "malbaratadors" i per les paraules que pronuncien hom pot identificar la seva identitat. Són els sienesos Lano de Siena, que potser havia estat membre de la "brigada dels malbaratadors" i va morir en la batalla de Pieve al Toppo, i Jacopo de Sant'Andrea, objecte de nombroses anècdotes sobre com destruir amb rapidesa les seves propietats.
La diferència entre el pecat dels malbaratadors i el dels pròdigs està en les intencions: el primer tenia efectes destructius (sempre se cita l'exemple de Jacopo, que va encendre les cases de la seva propietat per diversió), mentre que els segons no sabien contenir la seva tendència a gastar desitjant només acumular béns amb rapacitat.

### El suicida florentí - vv. 130-151
Després de l'interludi de la caça infernal, l'escena es torna silenciosa i meditativa: Virgili li indica a Dante l'arbust on s'havia amagat Jacopo i el veu tot plorant per les nombroses ferides sofertes durant l'assalt. Es queixa contra Jacopo da Sant'Andrea ("de què et serveix haver-me usat d'escut?, / quina culpa tinc jo dels teus pecats?", vv.134-135), després Virgili li demana que parli una mica d'ell mateix. L'arbust prega melancòlicament als dos pelegrins que abans, recullin les seves branques trencades i les posin als seus peus. Llavors comença a dir que és florentí, no anomena la ciutat, però fent un llarg circumloqui: diu que va ser de la ciutat que va canviar el primer patró per Sant Joan Baptista, en referència a la llegenda generalitzada que l'antiga Florència romana era una ciutat dedicada al déu Mart. Per això aquest déu de la guerra i de la discòrdia, continua perseguint-la "amb el seu art", fent que estigui sempre trista.

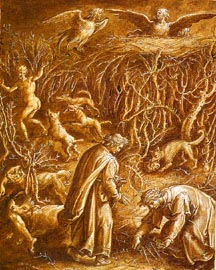
Dante recull les branques trencades en el bosc dels suïcides, il·lustració de Giovanni Stradano (1587)

"Afortunadament, almenys, queda un fragment de l'estàtua situada al pas sobre l'Arno, si no fos així, els que la van reconstruir després de la destrucció d'Àtila, haurien treballat en va.". L'arbust s'està referint a l'estàtua que els florentins creien que representava a Mart i que es trobava a l'entrada del Ponte Vecchio (reconstruït en el 1300). Aquesta estàtua mutilada, citada per diversos cronistes, eren les restes del cavall d'una estàtua eqüestre de la qual ningú en recordava l'origen. Donat que no es coneixen estàtues eqüestres de Mart, els historiadors moderns han avançat la hipòtesi que potser es podia tractar d'una estàtua de Tòtila, el rei dels Ostrogots, que fou el responsable de la destrucció de Florència en el 550 (i no Àtila rei dels huns que Dante cita confonent-se). La presència d'aquesta figura era considerada com una protecció per a la ciutat: en 1333 va ser destruïda per una riada i els més pessimistes hi van veure un presagi de la pesta negra (1348). En qualsevol cas, en l'època de Dante encara existia.
El cant es tanca amb un vers lapidari, l'únic sobre la biografia del condemnat: "Jo vaig fer de ma casa cadafal.", o sigui "vaig fer la meva forca (gibetto és un francesisme de gibet: "forca") en la meva casa", és a dir, "em vaig penjar a casa meva". L'escena dramàtica del penjat, anònim com molts florentins que en aquells anys de bonança econòmica, no s'acomodaven a la societat i es llevaven la vida, està impregnada de la sensació de solitud del suïcidi.

### El contrapàs
Els suïcides són transformats en plantes, forma de vida inferior, perquè han rebutjat la seva condició humana matant-se: per això (per analogia) no són dignes de tenir la forma del seu cos. Fins i tot després del judici final seran els únics que no tornaran a entrar en el seu cos, però el recolliran i l'arrossegaran fins al bosc on el penjaran de les branques de l'arbre en què s'ha transformat la seva ànima. El tema de la sang i les ferides és només un augment de la pena, o en tot cas, ha de ser entesa com el fet que els que van vessar la seva pròpia sang, ara la veuen vessada per mans d'altres.
Els malbaratadors, que van destruir la seva pròpia hisenda, són ara (de nou, per analogia) trencats a trossos (peça per peça) per gosses negres famolenques.

## Recitat Cant Tretzè
- En prosa i imatges: https://www.youtube.com/watch?v=pvNjJx5OGU8
- En vers i imatges: https://www.youtube.com/watch?v=UmHXwnKYYww
- Vittorio Gassman: https://www.youtube.com/watch?v=qVdHsvwAP28
- La Divina Commedia. Inferno, canto XIII° (Pier della Vigna). Lettura di Giorgio Albertazzi: https://www.youtube.com/watch?v=H-kKrx0bsnU